# Cacongo
Cacongo è una municipalità dell'Angola appartenente alla provincia di Cabinda. Ha 20.948 abitanti (stima del 2006).
Il capoluogo è Cacongo.

## Comuni
- Cacongo
- Chicamba
- Dinge
- Lândana
- Malembo